# معتز صالحاني
معتز صالحاني (14 فبراير 1986، دمشق)، لاعب كرة قدم سوري يلعب حاليا مع «نادي ذات راس».
في 15 مارس 2014، تمكن اللاعب من إحراز أحد أروع الأهداف في تاريخ كرة القدم بواسطة عقبه وذلك عن بعد 27.5 متر عن شباك «نادي الرمثا».
الأندية التي لعب معها معتز صالحاني هي: «النضال السوري» و«الوحدة السوري» و«الوحدات الأردني» وحاليًا مع «ذات راس الأردني».